# 坎德普縣

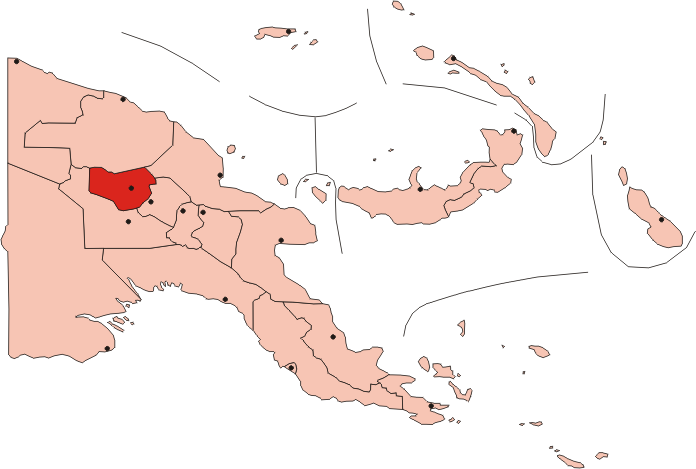

5°25′S 143°30′E / 5.417°S 143.500°E
坎德普縣（英語：Kandep District），是巴布亞新畿內亞的縣份之一，位於新畿內亞島東部，由恩加省負責管轄，首府設於瓦巴格，面積2,001平方公里，2011年人口73,102，人口密度每平方公里37人。